# Udo Thiel
Udo Thiel (* 1954) ist ein deutscher Philosoph.

## Leben
Udo Thiel studierte Philosophie, Neuere Germanistik und Allgemeine Sprachwissenschaft in Marburg, Oxford und Bonn, wo er 1982 bei Hans Wagner promovierte. Danach unterrichtete er von 1985 bis 1991 an der Universität Sydney. Seit 1992 arbeitet er an der Australian National University. Forschungsaufenthalte führten ihn unter anderem an die Humboldt-Universität zu Berlin, das Max-Planck-Institut für Wissenschaftsgeschichte in Berlin und das Department of the History of Science der Harvard University.
2009 wurde Thiel als Universitätsprofessor für Geschichte der Philosophie an das Institut für Philosophie der Universität Graz berufen. Von 2015 bis 2017 war er Leiter des Instituts für Philosophie. Mit Oktober 2019 wechselte er in den Ruhestand.

## Anerkennungen
- 2013 Korrespondierendes Mitglied der Österreichischen Akademie der Wissenschaften
- 2014 Forschungspreis des Landes Steiermark

## Werk
Thiel beschäftigt sich vor allem mit der Geschichte der Philosophie. Dabei gilt sein Interesse besonders der Philosophie des 17. und 18. Jahrhunderts. Thiel gilt als Experte für die Philosophie John Lockes.

## Publikationen
- 1983: Lockes Theorie der Personalen Identität
- 1990 (2. Auflage 2000):  John Locke. Mit Selbstzeugnissen und Bilddokumenten.
- 1997: John Locke: Essay über den menschlichen Verstand (Herausgeber)
- 2001: Philosophical Writings of Thomas Cooper (Herausgeber)
- 2011: The Early Modern Subject: Self-Consciousness and Personal Identity from Descartes to Hume